# Апартаменты Анны Австрийской
Апартаменты Анны Австрийской (фр. Les appartements d'Anne d'Autriche) — обустроенные в середине XVII века в Лувре апартаменты для королевы Анны Австрийской, матери Людовика XIV.

## История
На нулевом этаже построенной при Генрихе IV Малой галереи Лувра архитектор Луи Лево обустраивает анфиладой шесть комнат, предназначенных для личных апартаментов матери правящего Людовика XIV, Анны Австрийской. С севера на юг последовательно расположены:
- Большой салон (фр. Grand Salon)
- Зал времён года (фр. Salle des Saisons)
- Салон мира (фр. Salon de la Paix)
- Большой кабинет (фр. Grand Cabinet)
- Парадная комната (фр. Chambre de Parade)
- Малый кабинет (фр. Petit Cabinet)

К комплексу зачастую причисляют также Ротонду Марса (фр. Rotonde de Mars), расположенную непосредственно перед Большим салоном.
Оформление последних пяти комнат задумано и выполнено художником Джованни Франческо Романелли. Лепнину по эскизам Романелли выполнил Мишель Ангье. Оформлением Ротонды Марса и Большого салона занимался Шарль Эррар, при помощи братьев Марси и Тибо Пуассана.
В XVIII веке, после переезда короля в Версаль, апартаменты Анны Австрийской были единственными открытыми для посещения помещениями Лувра. В 1798—1800 годах архитектор Жан-Арно Реймон обустраивает апартаменты для того, чтобы выставить в них итальянские античные скульптуры. В это же время Парадная комната и Малый кабинет объединяются в одно помещение.
Коллекция картин и скульптур была дополнена в 1801, затем в 1828 и 1866 годах.

## Комнаты

### Ротонда Марса
В настоящее время — зал 408 Лувра.
Ротонда не используется в качестве зала для экспозиции коллекции Лувра, если не считать оформление самого зала — мраморная мозаика на полу, барельефы с позолотой и картины на потолке.
- Ротонда Марса
- Общий вид на Ротонду Марса
- «Создание человека Прометеем»

### Большой салон
Потолок Большого салона не был завершён при Лево, его дополняют сначала в 1801—1803 годах, а затем в 1866 году.
В 1654 году братья Марси выполняют стукко по рисункам Шарля Эррара: шесть женских фигур и шесть аллегорий. В 1801 году к ним добавлены четыре медальона с реками:
- Нил Пьер-Шарля Бридана[фр.]
- Тибр Блеза Бартелеми[фр.]
- Эридан (ассоциировался с рекой По) Эдме Гоа[фр.]
- Рейн Филиппа Лесюэр

Центральная часть потолка завершена лишь в 1803 году, когда Шарль Мейнье помещает там свою картину «Земля получает из рук императоров Адриана и Юстиниана свод римских законов».
В 1866 году Лефюэль перестраивает периметр зала, заменяя две композиции Мейнье и один рельеф Роллана пятью картинами (имитации техники камеи) с аллегориями Виктора Бьеннурри:
- Римская скульптура
- Греческая скульптура
- Французская скульптура
- Учение
- Наука

- Большой салон Анны Австрийской
- Общий вид на Большой салон
- Картина Менье на потолке зала
- Картина «Греческая архитектура» с автографом греческими буквами
- Потолок зала с медальонами Нила и Тибра

В настоящее время в Большом салоне апартаментов Анны Австрийской (зал 409) выставлена коллекция Лувра, соответствующая эпохе Республики: II и I века до нашей эры.
- Коллекция Лувра: Эпоха Республики
- Бюст Гая Кассия Лонгина
- Рельеф Кампана с кортежем Вакха
- Фрагмент барельефа с изображением переписи
- Ваза Сосибия[фр.]

### Зал времён года
Потолок этого зала, бывшей прихожей (фр. antichambre) апартаментов Анны Австрийской, был обустроен в 1655—1658 годах Луи Лево на тему течения времени и времён года. Картины выполнены Джованни Франческо Романелли, лепнина — Мишелем Ангье. В центре потолка — изображение бога Аполлона (символ Солнца) и богини Дианы (символ Луны). Они восседают на троне посреди облаков. По четырём стенам свода спускаются четыре картины с эпизодами из жизни богов. Расположенные в пазухах сводов аллегории времён года дополняют эти картины. Поддерживающие потолок атланты также соответствуют изображённым рядом временам года: атлант весны увит плющом, голова атланта зимы покрыта головным убором и т. д.
Четыре медальона изображают богов четырёх стихий: Вулкан (огонь), Нептун (вода), Кибела (земля) и Юнона (воздух). На своде барельефы изображают аллегории времени (циферблат, песочные часы) и года (знаки зодиака). Эта тема — по которой и назван зал — через несколько лет будет развита Шарлем Лебреном при оформлении Галереи Аполлона.
- Зал времён года апартаментов Анны Австрийской
- Общий вид на Зал времён года
- Картина Романелли на потолке зала
- Аллегория Лета Романелли
- Картина Юбера Робера с Залом времён года 1802—1803 годов (выставлена в зале 600)
- Картина неизвестного художника с Залом времён года около 1820 года

В настоящее время в Зале времён года апартаментов Анны Австрийской (зал 410) выставлена коллекция Лувра, соответствующая началу правления династии Юлиев-Клавдиев: 27 год до нашей эры — 14 год нашей эры.
- Коллекция Лувра: Юлии-Клавдии, Август
- Бюст Марка Агриппы
- Бюст Германика
- Бюст Ливии
- Статуя Ливии в виде Опы
- Солнечные часы с кадраном на внутренней поверхности полусферы

### Салон мира
Потолок этого зала, бывшего вестибюля апартаментов Анны Австрийской, был обустроен в 1655—1658 годах Луи Лево. Фрески Джованни Франческо Романелли иллюстрируют тему мира. На своде потолка расположена «Аллегория Пиренейского мира», прославляющая мирный договор Франции с Испанией 1659 года. На южном люнете находится «Аллегория мира поджигает кипу оружия», на северном люнете — «Богиня сельского хозяйства подбадривает сельскохозяйственные работы». Скульптурные аллегории четырёх больших рек Франции, женские фигуры и трофеи выполнены Мишелем Ангье.
Во время трансформации апартаментов королевы в галерею музея (1799) стены, отделяющие салон мира от смежных помещений, были заменены на группы колонн, привезённых из Ахена.
- Салон мира апартаментов Анны Австрийской
- Общий вид на Салон мира
- Картина Романелли на потолке зала

В настоящее время в Салоне мира апартаментов Анны Австрийской (зал 411) выставлена коллекция Лувра, соответствующая концу правления династии Юлиев-Клавдиев: 14-68 годы нашей эры.
- Коллекция Лувра: Юлии-Клавдии, наследники Августа
- Бюст Друза Младшего
- Бюст Гая Цезаря
- Бюст Калигулы
- Статуя Калигулы
- Статуя Мессалины с Британником на руках
- Статуя Отона

### Большой кабинет
На потолке Большого кабинета апартаментов Анны Австрийской Джованни Франческо Романелли изобразил воинские победы Древнего Рима. Картины на сводах иллюстрируют историю Рима («Похищение сабинянок») и историю его героев (Муция Сцеволы, Сципиона и Цинцинната). На потолке — аллегории Поэзии и Истории прославляют воинские победы.
Медальоны Мишеля Ангье также иллюстрируют историю Рима: «Жертвенная смерть Марка Курция», «Весталка Тукция», «Жертвоприношение» и «Ромул и Рем, вскармливаемые волчицей».
- Большой кабинет апартаментов Анны Австрийской
- Вид на Большой кабинет со стороны Салона мира
- Картина на потолке зала
- «Цинциннат» Романелли
- «Великодушие Сципиона»
- «Муций Сцевола и Порсена»
- «Похищение сабинянок»

В настоящее время в Большом кабинете апартаментов Анны Австрийской (зал 412) выставлена коллекция Лувра, соответствующая периоду от правления династии Флавиев (69-96 годы нашей эры) до середины II века нашей эры.
- Коллекция Лувра: От Флавиев до середины II века нашей эры
- Бюст Герода Аттика
- Бюст Фаустины Младшей
- Бюст Адриана
- Бронзовая голова статуи Адриана
- Бюст Марка Аврелия
- Бюст Антонина Пия

### Парадная комната и Малый кабинет
Первоначально Парадная комната была обустроена в 1658 году художником Джованни Франческо Романелли и скульптором Мишелем Ангье. Темой, выбранной для оформления комнаты, стали добродетели королевы, иллюстрированные примерами из Библии («Юдифь и Олоферн», «Есфирь и Ахашверош»), аллегорическими картинами (люнеты и медальоны), а также скульптурами (большие женские скульптуры по углам комнаты). В центре потолка расположена картина Романелли «Аллегория Религии и Христианские добродетели» — ключевой элемент оформления Парадной комнаты королевы.
В 1800 году архитектор Жан-Арно Реймон объединил Парадную комнату и Малый кабинет апартаментов Анны австрийской в одно помещение, предназначенное для музея античностей. В ходе перестройки он перенёс декор южной стены Парадной комнаты на южную стену нового помещения, дополнив образовавшееся пространство в соответствии с оригинальным стилем. Тогда же художник Пьер Пейрон оформляет люнеты и медальоны картинами: «Аллегории искусств» и «Образование просвещает и обучает последователей». В то же время Филипп Огюст Эннекен рисует на своде нового зала «Французского Геракла», а Клод Дежу дополняет оформление новыми стукко.
- Большой кабинет апартаментов Анны Австрийской
- Вид на Парадную комнату
- «Есфирь и Ахашверош»
- «Юдифь и Олоферн»
- Общий вид на потолок зала

В настоящее время в Парадной комнате апартаментов Анны Австрийской (зал 413) выставлена коллекция Лувра, соответствующая второй половине правления династии Антонинов: 132—193 годы нашей эры.
- Коллекция Лувра: Династия Антонинов
- Статуя Адриана в виде Марса в компании с Венерой
- Саркофаг с музами
- Бюст Луция Вера
- Саркофаг с Дионисом и Арианой в упряжке кентавров